# Зевенгейзен
Зевенгейзен (нід. Zevenhuizen, фриз. Sânhuzen) — селище в нідерландській провінції Фрисландія. Входить до муніципалітету Тіцьєркстерадел. Наразі у селищі нараховується близько 15 будинків.